# Carroll Haff
Carroll Barse Haff (ur. 19 lutego 1892 w Kansas City, zm. 9 kwietnia 1947 w Pelham Manor) – amerykański lekkoatleta specjalizujący się w biegach sprinterskich, olimpijczyk.
Uczestniczył w rywalizacji na V Igrzyskach olimpijskich rozgrywanych w Sztokholmie w 1912 roku. Startował tam w biegu na 400 metrów dotarł do finału, gdzie z czasem 49,50 sek. zajął piąte miejsce. Wziął także udział w olimpijskim turnieju baseballowym.
Haff był także mistrzem kraju w biegu na 400 m z 1913 roku.
Rekordy życiowe: 440 jardów – 48,0 (1912).